# Take Over the Moon
Albums de WayV
Take Off
(2019) Awaken the World
(2020)
Singles
1. Moonwalk
Sortie : 29 octobre 2019
2. Love Talk (English Version)
Sortie : 5 novembre 2019

Take Over the Moon est le second EP du boys band chinois WayV, sorti le 29 octobre 2019 sous Label V et SM Entertainment, distribué par Dreamus Company Korea en Corée du Sud et par Owhat en Chine. Composé de six chansons qui relèvent principalement du genre R&B et hip-hop avec des influences de trap et d'electropop, ce nouveau mini-album comprend la participation de divers auteurs-compositeurs et équipes de production telles que LDN Noise, Yoo Young-jin, Adrian McKinnon et bien d'autres. Hendery et Yangyang ont également participé à l'écriture des paroles pour la première fois. À sa sortie, l'album a figuré sur le Billboard Heatseekers Albums et le Gaon Album Chart.
Pour promouvoir l'EP, le groupe a sorti un single numérique d'une version anglaise de "Love Talk" le 5 novembre 2019, qui a immédiatement gagné la troisième place sur le Billboard Digital Song Sales. Ils ont également réalisé leur première représentation en Corée du Sud en interprétant le premier single "天选之城 (Moonwalk)" dans les émissions musicales sud-coréennes et ont fait une tournée promotionnelle dans trois pays d'Asie.
La version spéciale de l'album intitulée Take Over the Moon - Sequel est sortie physiquement le 13 mars 2020 sous SM Entertainment et Dreamus Company Korea. Il comporte deux pistes supplémentaires, dont la version anglaise de "Love Talk" et "WAYV.oice #1", une piste narrative des membres lisant leur message de gratitude pour les fans accompagné d'une musique composée par minGtion. L'album a pris la troisième place du Gaon Album Chart.

## Contexte et sortie
Après avoir sorti leur premier EP Take Off, WayV a publié une image de symbole et un calendrier pour leur deuxième mini-album Take Over the Moon le 22 octobre 2019. Des photos teaser individuelles de chaque membre ont été postées chaque jour via les comptes officiels du groupe. Le mini-album est sorti numériquement et physiquement le 29 octobre. Une version anglaise du morceau "Love Talk" et son clip-vidéo sont sortis en single numérique une semaine plus tard, le 5 novembre. La chanson est le premier single anglais du groupe, destiné à montrer l'amour de WayV envers ses fans internationaux.

## Chansons
Cet EP commence avec le premier single "天选之城 (Moonwalk)" qui est stylistiquement une bande-son d'aventure sonore pour le clip-vidéo qui l'accompagne, commençant par une douce mélodie, puis se transformant en une chanson électro-pop propulsive qui superpose des ad-libs harmonisés sous des rap percutants. Les cors d'harmonie, les synthés atmosphériques et les battements de trap conduisent une grande partie de la mélodie, mais un pont instrumental infusé de hard-rock arrive avant la finale radicale. La seconde chanson "黑夜日出 (Yeah Yeah Yeah)" est une chanson énergique qui harmonise la source du trap avec le code R&B, et la distorsion des basses crée de la grandeur, exprimant la passion de WayV pour une scène. La chanson est suivie par "秘语 (Love Talk)" qui présente le groupe chantant et rappant de manière séduisante sur une mélodie aux vibrations R&B de l'ancienne génération alors qu'elle flotte sur des percussions élégantes et minces, qui évoquent des éléments trap et pop latine. Le quatrième morceau "心心相瘾 (King of Hearts)" a vu la première participation à l'écriture lyrique des membres Hendery et Yangyang dans la discographie du groupe. C'est une chanson à mi-tempo basée sur du hip-hop R&B qui a une humeur douce mais triste, interprétée par Winwin, Lucas, Hendery et Yangyang. La chanson est suivie de "面对面 (Face to Face)", une ballade exceptionnelle interprétée par Kun, Ten et Xiaojun, dirigée par une mélodie de piano. Ce mini-album est ensuite clôturé par "幸福遇见 (We go nanana)", une chanson pop ado funky et joyeuse qui comporte également des paroles écrites par Hendery et Yangyang,,.

## Promotion
WayV a commencé la promotion de ce nouveau mini-album le 30 octobre où ils ont interprété "天选之城 (Moonwalk)" dans l'émission Show Champion, marquant leur première performance en Corée du Sud. 
Le groupe a ensuite fait une tournée promotionnelle intitulée Section#1_We Are Your Vision dans quatre villes, à savoir Bangkok, Wuhan, Séoul et Shenzhen, s'étalant sur cinq jours entre le 23 novembre et le 28 décembre 2019. Ils ont interprété leurs nouveaux titres"天选之城 (Moonwalk)", "Love Talk", "面对面 (Face to Face)" et "心心相瘾 (King of Hearts)" ainsi que des chansons de leur premier EP.

## Succès commercial
Lors de sa sortie, l'EP a figuré en tête des charts iTunes dans 16 régions. Il est également devenu le premier mini-album de WayV à se classer sur le Billboard Heatseekers Albums et le Gaon Album Chart en se classant respectivement 24e et 5e,. Il s'est finalement classé douzième sur le Gaon Monthly Album Chart avec des ventes s'élevant à plus de 31 000 exemplaires.
Seulement sorti physiquement en mars 2020, sa version spéciale s'est classée troisième sur le Gaon Album Chart et s'est vendu à plus de 24 000 exemplaires au cours de son premier mois,.
Le premier single a atteint la vingt-troisième place sur le Billboard World Digital Song Sales tandis que la version anglaise de "Love Talk" a pris la troisième place sur ce chart, elle a figuré deuxième sur le QQ Music Weekly Digital Sales et a obtenu la certification « Double Or » pour s'être vendu à plus de 500 000 ¥,.

## Liste des titres
| Take Over the Moon | Take Over the Moon                                                            | Take Over the Moon              | Take Over the Moon                                                                          | Take Over the Moon | Take Over the Moon | Take Over the Moon | Take Over the Moon | Take Over the Moon | Take Over the Moon |
| No                 | Titre                                                                         | Auteur                          | Producteur(s)                                                                               | Durée              |                    |                    |                    |                    |                    |
| ------------------ | ----------------------------------------------------------------------------- | ------------------------------- | ------------------------------------------------------------------------------------------- | ------------------ | ------------------ | ------------------ | ------------------ | ------------------ | ------------------ |
| 1.                 | 天选之城 (Moonwalk)                                                           | Yen Yun Nong                    | Jonatan Gusmark (Moonshine), Ludvig Evers (Moonshine), Adrian McKinnon, Jeremy "Tay" Jasper | 3:42               |                    |                    |                    |                    |                    |
| 2.                 | 黑夜日出 (Yeah Yeah Yeah)                                                     | Arys Chien                      | Mike Daley, Mitchell Owens, Jeff Lewis, Bianca "Blush" Atterberry                           | 3:18               |                    |                    |                    |                    |                    |
| 3.                 | 秘语 (Love Talk)                                                              | Lin Xin Ye                      | LDN Noise, Adrian McKinnon, Ebenezer Olaoluwa Fabiyi                                        | 3:52               |                    |                    |                    |                    |                    |
| 4.                 | 心心相瘾 (King of Hearts) (interprété par Winwin, Lucas, Hendery et Yangyang) | Pan Yan Ting, Hendery, Yangyang | Daniel "Obi" Klein, Charlotte Taft, Andreas Öberg                                           | 3:18               |                    |                    |                    |                    |                    |
| 5.                 | 面对面 (Face to Face) (interprété par Kun, Ten et Xiaojun)                    | Xiaohan                         | Frederik Tao Nordsø Schjoldan, Clarence Coffee Jr., Conor Maynard                           | 3:27               |                    |                    |                    |                    |                    |
| 6.                 | 幸福遇见 (We go nanana)                                                       | Pan Yan Ting, Hendery, Yangyang | Erik Lidbom, Seo Jeong-jin (Melodesign), Kim Doo-hyeon (Melodesign)                         | 3:26               |                    |                    |                    |                    |                    |
| 21:05              |                                                                               |                                 |                                                                                             |                    |                    |                    |                    |                    |                    |

| 1. | Love Talk (English Version) | Adrian McKinnon, Ebenezer Olaoluwa Fabiyi | LDN Noise, Adrian McKinnon, Ebenezer Olaoluwa Fabiyi | 3:52 |

| Take Over the Moon - Sequel | Take Over the Moon - Sequel                                                   | Take Over the Moon - Sequel               | Take Over the Moon - Sequel                                                               | Take Over the Moon - Sequel | Take Over the Moon - Sequel | Take Over the Moon - Sequel | Take Over the Moon - Sequel | Take Over the Moon - Sequel | Take Over the Moon - Sequel |
| No                          | Titre                                                                         | Auteur                                    | Producteur(s)                                                                             | Durée                       |                             |                             |                             |                             |                             |
| --------------------------- | ----------------------------------------------------------------------------- | ----------------------------------------- | ----------------------------------------------------------------------------------------- | --------------------------- | --------------------------- | --------------------------- | --------------------------- | --------------------------- | --------------------------- |
| 1.                          | 天选之城 (Moonwalk)                                                           | Yen Yun Nong                              | Jonatan Gusmark (Moonshine), Ludvig Evers (Moonshine), Adrian McKinnonJeremy "Tay" Jasper | 3:42                        |                             |                             |                             |                             |                             |
| 2.                          | 黑夜日出 (Yeah Yeah Yeah)                                                     | Arys Chien                                | Mike Daley, Mitchell Owens, Jeff Lewis, Bianca "Blush" Atterberry                         | 3:18                        |                             |                             |                             |                             |                             |
| 3.                          | 秘语 (Love Talk)                                                              | Lin Xinye                                 | LDN Noise, Adrian McKinnon, Ebenezer Olaoluwa Fabiyi                                      | 3:52                        |                             |                             |                             |                             |                             |
| 4.                          | 心心相瘾 (King of Hearts) (interprété par Winwin, Lucas, Hendery et Yangyang) | Pan Yan Ting, Hendery, Yangyang           | Daniel "Obi" Klein, Charlotte Taft, Andreas Öberg                                         | 3:18                        |                             |                             |                             |                             |                             |
| 5.                          | 面对面 (Face to Face) (interprété par Kun, Ten et Xiaojun)                    | Xiaohan                                   | Frederik Tao Nordsø Schjoldan, Clarence Coffee Jr., Conor Maynard                         | 3:27                        |                             |                             |                             |                             |                             |
| 6.                          | 幸福遇见 (We go nanana)                                                       | Pan Yan Ting, Hendery, Yangyang           | Erik Lidbom, Seo Jeong-jin (Melodesign), Kim Doo-hyeon (Melodesign)                       | 3:26                        |                             |                             |                             |                             |                             |
| 7.                          | Love Talk (English Version)                                                   | Adrian McKinnon, Ebenezer Olaoluwa Fabiyi | LDN Noise, Adrian McKinnon, Ebenezer Olaoluwa Fabiyi                                      | 3:52                        |                             |                             |                             |                             |                             |
| 8.                          | WayV.oice # 1                                                                 |                                           | MinGtion                                                                                  | 1:32                        |                             |                             |                             |                             |                             |
| 26:30                       |                                                                               |                                           |                                                                                           |                             |                             |                             |                             |                             |                             |

## Classements

### Classements hebdomadaires
| Classements                       | Meilleure position | Meilleure position          |
| Classements                       | Take Over the Moon | Take Over the Moon - Sequel |
| --------------------------------- | ------------------ | --------------------------- |
| South Korean Albums (Gaon),       | 5                  | 3                           |
| US Heatseekers Albums (Billboard) | 24                 | -                           |
| French Digital Albums (SNEP)      | 88                 | -                           |
| US World Albums (Billboard)       | 12                 | -                           |
| UK Digital Albums (OCC)           | 76                 | -                           |

## Historique de sortie
| Édition                     | Pays         | Date            | Format                        | Label                                            |
| --------------------------- | ------------ | --------------- | ----------------------------- | ------------------------------------------------ |
| Take Over the Moon          | Chine        | 29 octobre 2019 | CD, Téléchargement de musique | Label V, Owhat                                   |
| Take Over the Moon          | Corée du Sud | 29 octobre 2019 | CD, Téléchargement de musique | Label V, SM Entertainment, Dreamus Company Korea |
| Take Over the Moon          | Monde entier | 29 octobre 2019 | CD, Téléchargement de musique | Label V, SM Entertainment, Dreamus Company Korea |
| Take Over the Moon          | Thaïlande    | 15 janvier 2020 | CD                            | Label V, SM Entertainment, SM True               |
| Take Over the Moon - Sequel | Corée du Sud | 13 mars 2020    | CD                            | Label V, SM Entertainment, Dreamus Company Korea |